# Poursuite (X-Files)
Pour les articles homonymes, voir Poursuite.
Poursuite (Drive) est le 2e épisode de la saison 6 de la série télévisée X-Files. Dans cet épisode, Mulder est pris en otage dans une voiture par un homme qui lui ordonne de rouler sans s'arrêter sans quoi sa tête va exploser.
Cet épisode marque la première collaboration entre l'acteur Bryan Cranston et le scénariste Vince Gilligan, l'interprétation de Cranston le conduisant plus tard à être choisi pour jouer le rôle principal de la série Breaking Bad. L'épisode a obtenu des critiques très favorables.

## Résumé
Une voiture lancée à pleine vitesse est poursuivie par la police dans la région d'Elko, dans le nord du Nevada. Le véhicule est finalement arrêté et son conducteur maîtrisé, tandis que la passagère, et présumée otage, est emmenée dans une voiture de police. Elle semble souffrir terriblement et se cogne plusieurs fois la tête contre la vitre, puis son crâne explose. Mulder et Scully, cantonnés à des tâches ennuyeuses par le directeur adjoint Alvin Kersh, se trouvent à Buhl, dans le sud de l'Idaho, lorsqu'ils voient la scène de cette arrestation à la télévision. Mulder, intrigué par le cas, persuade Scully de faire un détour par Elko.
Il s'avère que la femme qui est morte était l'épouse du conducteur arrêté. Celui-ci, Patrick Crump, commence à souffrir des mêmes symptômes que sa femme. Il est transporté dans une ambulance, que Mulder suit avec sa voiture. Crump s'échappe de l'ambulance et prend Mulder en otage, lui ordonnant de conduire en direction de l'ouest. Mulder se rend rapidement compte que les souffrances de Crump s'accroissent si le véhicule s'arrête ou ralentit. Pendant ce temps, Scully, qui a autopsié le cadavre de l'épouse de Crump, pense d'abord qu'il s'agit d'une maladie contagieuse. Cependant, après avoir enquêté chez les Crump, elle découvre qu'une installation de l'armée émettant des signaux ELF est située près de la propriété. Elle déduit de ses observations qu'une surtension anormale passagère dans ces signaux a causé une pression croissante dans l'oreille interne des personnes habitant à proximité.
Les rapports entre Crump, individu paranoïaque très méfiant envers le gouvernement, et Mulder sont initialement très tendus mais s'apaisent peu à peu. Mulder parvient à éviter les barrages de la police et vole une autre voiture quand la sienne arrive à court d'essence. Scully contacte Mulder pour lui expliquer ses découvertes. Elle lui donne rendez-vous à Loleta, au bord de l'océan Pacifique, pour tenter de faire disparaître la surpression dans l'oreille interne de Crump en la lui perçant. Mais, à l'arrivée de Mulder, il est déjà trop tard, la pression ayant fini par faire exploser le crâne de Crump. De retour au siège du FBI, Mulder et Scully doivent de plus endurer les réprimandes de Kersh.

## Distribution
- David Duchovny : Fox Mulder
- Gillian Anderson : Dana Scully
- Bryan Cranston : Patrick Crump
- James Pickens Jr. : Alvin Kersh
- Michael O'Neill : le capitaine de la police
- Harry Danner : le docteur du CDC
- Junior Brown : Virgil Nokes

## Production
L'idée initiale du scénariste Vince Gilligan était celle d'un homme prenant un otage sur un Tilt-A-Whirl. Cette idée, présentée plusieurs fois par Gilligan lors des réunions des scénaristes de X-Files, finit par devenir une blague récurrente au sein de l'équipe. Les autres scénaristes ayant fait remarquer à Gilligan que sa situation de départ manquait d'un mystère à élucider, il imagine que la tête du preneur d'otages exploserait s'il n'est plus en mouvement. En faisant des recherches sur les expérimentations gouvernementales, Gilligan découvre l'utilisation controversée des signaux ELF. L’expérience militaire secrète de l'épisode est basée sur cela ainsi que sur le projet HAARP. Gilligan conçoit donc un scénario dans lequel un homme victime d'une expérience secrète doit sans arrêt être en déplacement pour que son crâne n'explose pas. Il reconnaît par ailleurs que le scénario rend hommage au film Speed (1994). La séquence prégénérique de l'épisode est tournée dans le style d'un reportage télévisé qui est une référence possible à la poursuite filmée en direct ayant conduit à l’arrestation d'O. J. Simpson.
Vince Gilligan souhaite que Bryan Cranston tienne le rôle de Patrick Crump car il pense que l'acteur saura humaniser le personnage tout en lui donnant un côté détestable. Malgré cela, un autre acteur est initialement choisi avant même que Cranston ne puisse auditionner. À l'arrivée de Cranston, le directeur de casting Rick Millikan le laisse cependant passer une audition et est tellement impressionné par celle-ci qu'il lui attribue le rôle. Quelques années plus tard, lorsque Gilligan crée la série Breaking Bad, c'est en montrant l'épisode Poursuite aux responsables de la chaîne AMC qu'il les persuade d'engager Cranston dans le rôle de Walter White.

## Accueil

### Audiences
Lors de sa première diffusion aux États-Unis, l'épisode réalise un score de 11 sur l'échelle de Nielsen, avec 16 % de parts de marché, et est regardé par 18,50 millions de téléspectateurs. La promotion télévisée de l'épisode est réalisée avec le slogan « He'll stop at nothing » (en français « Rien ne l'arrêtera »).

### Accueil critique
L'épisode recueille des critiques globalement très favorables. Le magazine Empire le classe à la 9e place des meilleurs épisodes de la série. Le site IGN le classe à la 8e place des meilleurs épisodes standalone de la série. Le site The A.V. Club le classe parmi les 20 meilleurs épisodes de la série, Zack Handlen lui donnant la note de A. Paula Vitaris, de Cinefantastique, lui donne la note de 3/4.
En France, le site Allociné le classe parmi les 10 épisodes les plus originaux de la série. Le site Le Monde des Avengers lui donne la note de 4/4.

### Distinctions
L’épisode remporte l'ASC Award 1998 de la meilleure photographie pour une série.

## Commentaires
Dans cet épisode, l'histoire de la vitesse des véhicules rappelle le film Speed et il y est question des ultra basses fréquences.